# Дролери
Дролери́ (фр. drôlerie, от фр. drôle — смешной, диковинный, забавный) — вид рисунков-маргиналий (от лат. margo — «край»; позднелат. marginalis — находящийся на краю), получивших распространение в Европе в Средние века в эпоху расцвета готического искусства. Маргиналии, вынесенные за пределы текста, и миниатюры были призваны украсить книгу, придать ей роскошный вид.

## История
Как и другие виды маргиналий, дролери представляли собой иллюстрации на полях рукописей, при этом практически никогда не имели ничего общего с содержанием текста. Они носили прежде всего развлекательный (реже — поучительный) характер, изображения на них могли быть юмористическими и фантастическими. 
Предыстория: в XI—XII веках в декоре книг преобладал геометрический орнамент, в виде рисунков растений, животных, реже — людей. С XIII века широкое распространение получает орнамент-«плетёнка». В XIII—XIV веках внутрь «плетёнок» стали вставлять различных фантастических вымышленных существ — чудовищ, драконов, грифов и т. п. Такой декор получил название тератологического, чудовищного орнамента. В XIII веке на полях рукописей стал распространяться «абстрактный» бордюр, в который помещали фигурки гротескного плана: жонглёров, акробатов, обезьян, кошек и т. п., а также комические, пародийные сценки: «то кулачный бой, то толпа, увлечённо следящая за петушиным боем, то змея с ослиной головой и епископским посохом, то монах с ослиными ушами, склонившийся над крестом». Такого рода изображения и получили название дролери. 
По оценке историка Сергея Сорочана, искусство дролери зародилось в Англии, а особенное распространение получило во Франции. К началу XIV века такие элементы, наряду с миниатюрами и буквицами, стали составной частью оформления манускриптов, кодексов. Дролери чаще всего выполнялись в той же манере и с применением тех же материалов, что и остальные элементы убранства книги. 
Парадоксально, но они чаще появлялись на страницах религиозных книг, чем научных, а рисунки-пародии на духовенство, христианские таинства чаще всего помещались не на поля светских книг, а в Псалтирях и Часословах. 
В первую очередь весёлые рисунки были призваны «привлечь внимание или развеселить читателя, сделать процесс чтения более увлекательным, а также продемонстрировать художественное мастерство их создателя». Кроме того, они позволяли легче запомнить необходимое место и найти его в тексте. С наступлением эпохи Ренессанса стилистика дролери стала менее фантасмогоричной и более реалистичной. После XV века причудливые маргиналии стали терять популярность и постепенно перестали применяться. Одним из самых известных мастеров дролери был французский художник-миниатюрист XIV века Жан Пюсель.

### Мотивы
На полях Псалтири был показан не тот мир, к которому привыкли наши чувства, а вывернутый наизнанку. Будто в преддверии речи, которая по определению речь самой Истины, — вёлся иной рассказ, с той Истиною крепко увязанный намеками in aenigmate [в виде загадки], лукавый рассказ о мире вверх тормашками, где псы бегут от зайцев, а лани гонят львов.
Одним из распространённых мотивов дролери был так называемый «перевёрнутый мир», где привычное мироустройство выворачивалось наизнанку, наоборот: «улитка сражается с рыцарем, заяц норовит перерезать горло монаху, дичь догоняет охотника, осёл вершит литургию, лис в папской тиаре проповедует перед паствой, которую составляют обитатели птичьего двора». 

Нередок в дролери скабрёзный и туалетный юмор, в частности, многие из персонажей портят воздух, также присутствуют изображения гениталий. 
В дролери зачастую присутствовали животные, в том числе антропоморфные. Зайцы и кролики представали отнюдь не трусами, а наоборот нападали на людей, шли в бой с охотничьими псами и осаждали замки. Лисы в дролери могли означать отсылки к сатирическому памятнику европейской литературы — «Роману о Лисе» (XII—XIV века). Одной из таких отсылок является изображение лисы в священническом, епископском или монашеском облачении, читающей с кафедры проповедь домашним птицам: курицам, уткам, гусь. Помимо очевидного юмористического контекста и отражения лицемерия как одной из черт характера лисы (духовенства) в культуре, данный мотив отсылает к одной из сцен «Романа о Лисе». Главный герой, Рейнеке/Ренар, притворившись бродячим монахом-проповедником, проникает в курятник и похищает и съедает его обитателей, что и предъявляется в качестве обвинения на суде над ним. Другой мотив-отсылка к «Роману о Лисе» — похороны лисы. В оригинале, по сюжету французской версии, Ренар чуть не погибает в поединке со своим антагонистом, волком Изенгрином, но чудом остаётся жив и притворяется мёртвым. В дролери (а также барельефах на зданиях) этот мотив выражался в похоронной процессии зверей.

### Символика
В конце XIX века французский историк искусства Эмиль Маль выступил с критикой толкования дролери как некоего символического изображения, в котором автор зашифровал какое-то глубокое содержание, прямую связь с текстом. По его мнению, такое искусство представляет собой элемент оформления, «состязания» с природой, демонстрации мастерства. В «бесхитростных шутках» нет места ни непристойности, ни сатире в отношении религии, Церкви и духовенства. 
Однако этот вопрос так и не был разрешён однозначно, так как, по оценке некоторых специалистов, пародийные мотивы в отношении этих институтов всё-таки просматриваются. Однако они иерархически вынесены за рамки центра листа, текста, находятся на периферии, чем и объясняется сама возможность их присутствия в книгах: «Священные слова и образы — в центре; коловращение форм, нагота и пародия — по окраинам». 
Дролери стали одним из источников появления в Рунете мемов, объединённых под общим названием «Страдающее Средневековье».